# Eotitanops
Eotitanops (Еотитанопс) — рід примітивних бронтотерій з раннього та середнього еоцену Північної Америки.

## Назва
Назва роду походить від комбінації грецьких слів «eos» — світанок (в сенсі «ранній») і «titan» — титан або гігант і " ops "- морда.

## Опис
Еотітанопси (Eotitanops) були дрібними безрогими бронтотеріями, висотою в холці — 45-80 см, вагою 30-50 кг (Mendoza et al. 2006). Довжина М2: 14-20,5 мм. Зовні вони мало нагадували більш пізніх великих і масивних бронтотерій і були більше схожі з предками коней — гіракотеріями (Hyracotherium). Череп еотітанопса подовжений, доліхоцефальний або мезатіцефальний, лицьова частина довша за мозкову, що відрізняє цей рід від інших бронтотерій (Osborn 1929). Виличні дуги тонкі і, ймовірно, відносно прямі (точно встановити неможливо через фрагментарності черепа). Зубна система характеризується примітивними рисами: добре розвиненими верхніми іклами, довгими верхньою та нижньою заікловими діастемами, немоляризованими премолярами, відносно великими параконулями, на М3 іноді є гіпокон або псевдогіпокон. Подовжений череп є одним з характерних відмінних ознак Eotitanops від Paleosyops, череп якого брахицефальний. Наявність справжньої верхньої заіклової діастеми також є відмінністю від Paleosyops.

## Спосіб життя
Скоріш за все еотитанопси (Eotitanops) були лісовими тваринами, які харчувалися плодами, листям та іншими м'якими частинами рослин. Від ворогів вони ховалися в густому підліску і, судячи з будови кінцівок, навряд чи, могли бігти тривалий час як копитні відкритих просторів (Mader 1998, Kiessling 2004, Lillegraven 1979, Ji et al. 2002).

## Історія досліджень
Вперше фрагментарні рештки черепа еотитанопса були описані Едвардом Д. Коупом як Paleosyops borealis (Cope, 1880). Пізніше Г. Ф. Осборн відніс цей вид до роду Telmatotherium як T. borealis (Osborn, 1897), а Петерсон перейменував в Titanops borealis. Зрештою, Осборн прийшов до висновку, що це новий рід, який він назвав Eotitanops (Osborn, 1907) і відніс до нової підродини Eotitanopinae (Osborn, 1914). У 1881 р Е. Д. Коуп так само по фрагментарним останкам з формації Вінд Рівер описав Lambdotherium brownianum (Cope 1881), Осборн пізніше відніс його також до роду Eotitanops (Osborn, 1929), трохи змінивши видову назву на E. brownianus. У 1913 р. Осборн, за матеріалами зібраними експедицією Американського музею природної історії (1891 р) описав ще 3 види, які відніс до цього ж роду: по неповній нижній щелепі, фрагменту верхньої щелепи з окремими верхніми зубами М2 і М3 — E. gregoryi, по нижній щелепі і елементам посткраніального скелета — E. princeps і E. major, за елементами посткраніального скелета. Також Осборном в 1919 р був описаний невеликий вид E. minimus. У 1958 р був описаний сумнівний вид Eotitanops dayi (Dehm & Oettingen-Spielberg, 1958) з Азії. Палеонтологи Грегг Ф. Ганнелл і Віккі Л. Ярборо зменшили кількість видів до 2 (Gunnell & Yarborough 2000). Тим не менш, є думка (Wallace 1980), що E. minimus належить до роду Paleosyops.

## Філогенія
Еволюційні зв'язки роду Eotitanops вивчені недостатньо, передбачається його спорідненість з Lambdotherium з одного боку і з Palaeosyops — з іншого, хоча ступінь їх спорідненості не цілком зрозуміла. За філогенією Осборна (Osborn, 1929a) він є предком родів Palaeosyops і Limnohyops (нині синонім Palaeosyops), а за сучасною філогенією (Mihlbachler, 2008) є сестринським таксоном. Безсумнівно, одне — Eotitanops є найбільш раннім відомим родом родини бронтотерієвих (Brontotheriidae). Існує припущення (Stucky, 1992; Woodburne & Swisher, 1995; Beard, 1998), що предки Eotitanops і Palaeosyops емігрували в Північну Америку з Азії, однак доказів, що ці ранні бронтотерії або їхні предки мешкали в Азії дуже мало. «Eotitanops» dayi з Пакистану в даний час не належить до роду. Недавнє повідомлення про знахідку дрібних бронтотерій схожих на Eotitanops з Японії (Miyata & Tomida, 2003) може пролити світло на історію походження родини бронтотерієвих (Brontotheriidae). На сучасному етапі знань більш логічним є північноамериканське походження роду, а, відповідно, і всієї родини Brontotheriidae. Цей рід є найбільш раннім з відомих бронтотерій. Поява еотитанопса належить до раннього Бріджера-Гарднербьюттію (Stucky 1984; Gunnell & Yarborough 2000; Zonneveld et al. 2000; Robinson et al. 2004), також рід відомий з Уасачія. Останки, що відносяться до Eotitanops знайдені в місцезнаходженні Лост Кабін (формація Вінд Рівер), в долині Уепіті (штат Вайомінг, США) і в Хаерфано Парк (формація Хаерфано, штат Колорадо, США).

## Таксономія
Сучасна таксономія роду дещо суперечлива. За однією класифікацією (Gunnell and Yarborough 2000) рід включає види: E. borealis (= E. gregoryi, E. major, E. princeps, Е. brownianum) і E. minimus, за іншою (Mader 1998) — E. borealis (= E. brownianum) і E. gregoryi (= E. minimus). Відповідно і діагнози видів розрізняються у різних авторів. Не дивлячись на невідповідність синонімів і діагнозів, автори сходяться на існуванні 2 видів: більш великого і дрібного. Еотитанопс північний (E. borealis Cope, 1880, sensu Gunnell and Yarbrough, 2000, синоніми: Eotitanops gregoryi Osborn, 1913; E. major Osborn, 1913; E. princeps Osborn, 1913; Lambdotherium brownianum Cope, 1881) — тип роду. Був найбільшим видом роду, висота в холці приблизно близько 80 см. Довжина черепа близько 340 мм, p2-m3 — 94-105 мм. Останки виду належать до формації Вінд Рівер (Лост Кабін). Еотітанопс менший (E. minimus Osborn, 1919, sensu Gunnell and Yarbrough, 2000) характеризується меншими розмірами (висота в холці близько 45 см). Нижні премоляри відносно низькі, бунодонтні (Wallace, 1980). Цей вид відомий з верхніх шарів формації Хаерфано (локальна фауна Гарднербьютт). На думку Уоллеса (Wallace, 1980) цей вид потрібно віднести до роду Paleosyops, сумніви з приводу приналежності до роду останнім часом висловлює і Б. Мадер(Mader, 2010). Вид «Eotitanops» dayi (Dehm & Oettingen-Spielberg, 1958) описаний по набору зубів з лютецію Ганда Кас (формація Кульдана, провінція Пенджаб, Пакистан), швидше за все, не належить до роду, як і інший недавно описаний і неназваний вид (Eberle, 2006) з Північної Америки «cf. Eotitanops» (Mihlbachler, 2008).